# Juan Rubio (futbolista)
Juan Rubio es un futbolista mexicano retirado que jugaba en la posición de mediocampista. Jugó para el Club Deportivo Guadalajara de 1948 a 1949.
Debutó el 19 de marzo de 1948 en un encuentro entre el Club Deportivo Guadalajara y el Moctezuma de Orizaba, el cual terminó con marcador de 2 goles a 1 favorable al Guadalajara.

## Clubes
| Club        | País   | Año         |
| ----------- | ------ | ----------- |
| Guadalajara | México | 1948 - 1949 |